# Battaglia di Mortemer
La Battaglia di Mortemer fu una sconfitta per Enrico I di Francia quando guidò un esercito contro il suo vassallo, Guglielmo il Bastardo, duca di Normandia nel 1054. Guglielmo alla fine sarebbe diventato noto come Guglielmo il Conquistatore dopo la sua riuscita invasione e conquista dell'Inghilterra.

## Antefatti
Guglielmo il Bastardo divenne duca di Normandia da ragazzo. Il suo regno non è iniziato bene e ha dovuto sperimentare vent'anni di conflitti interni. Il cronista Guglielmo di Jumièges riferì che il guardiano del duca, il suo insegnante e il suo amministratore furono tutti uccisi dai ribelli. I membri della famiglia allargata di Guglielmo tentarono di spodestarlo. Nel 1046 ci fu una ribellione guidata da Guido di Borgogna, cugino di Guglielmo. Guglielmo sconfisse i ribelli nella Battaglia di Val-ès-Dunes nel 1047, con il sostegno di Enrico I di Francia.

## La battaglia
Il re francese aveva sostenuto Guglielmo nella battaglia di Val-ès-Dunes, ma nel 1052 decise di opporsi a Guglielmo e guidò un'alleanza di magnati francesi contro di lui. Una grande forza sotto Odo, fratello del re, proveniva dal nord-est della Francia insieme alle truppe sotto Renaud, conte di Clermont, e Guido I di Ponthieu. Questa seconda forza entrò nella Normandia orientale e iniziò una devastazione diffusa.
Mentre il duca Guglielmo affrontava il re francese a ovest della Senna, una forza alleata di baroni normanni guidati da Robert, conte di Eu, Ugo di Gournay, Walter Giffard, Ruggero di Mortemer e il giovane Guglielmo I di Warenne uscirono dalle proprie terre per fermare l'incursione del conte Odo e del conte Rainald.
La forza francese era ampiamente dispersa nelle sue depredazioni di saccheggio nelle terre normanne ed era un facile bersaglio per le forze normanne di Roberto, conte di Eu. Il feroce impegno durò molte ore, ma i francesi se ne andarono con pesanti perdite. Guido I di Ponthieu, fu catturato nel corso della battaglia, così come il padre di Guiberto di Nogent, mentre Waleran di Ponthieu, fratello di Guido I, fu ucciso.
Tutti questi eventi sono stati visti dal re francese dal suo punto di osservazione sulla collina di Bassenbourg proprio dall'altra parte del fiume. Ritirò il resto delle sue forze con "sgomento" e non invase mai più la Normandia.
Dopo le sconfitte del 1052-1054 i signori normanni ribelli furono esiliati, le terre normanne dei conti di Pointhieu furono confiscate e Guido I di Ponthieu giurò omaggio a Guglielmo dopo due anni di reclusione.